# دوریس (سامانه ماهواره‌ای)
دوریس (انگلیسی: DORIS) سرواژه عبارت انگلیسی Doppler Orbitography and Radiopositioning Integrated by Satellite یا فرانسوی Détermination d'Orbite et Radiopositionnement Intégré par Satellite به معنی مدارنگاری دوپلر و موقعیت‌یابی رادیویی یکپارچه با ماهواره و سامانه ماهواره‌ای فرانسوی است که در تعیین مدار ماهواره‌ها و تعیین موقعیت به‌کار می‌رود.
سامانه دوریس توسط مرکز ملی مطالعات فضایی آژانس فضایی فرانسه از شهر تولوز مدیریت می‌شود. این سامانه شامل ۵۰ تا ۶۰ ایستگاه زمینی است که به‌طور یکسان در زمین پراکنده شده‌اند و پوشش مناسب تعیین مدار ماهواره‌ها را فراهم می‌کنند.
داده‌های سامانه دوریس علاوه بر تعیین مدار ماهواره‌ها در تعیین موقعیت ایستگاه‌های زمینی نیز کاربرد دارد. دقت این سامانه اندکی از سامانه موقعیت‌یاب جهانی (GPS) کمتر است.